# 야쓰시로촌 (미야자키현)
야쓰시로촌(八代村)은 일본 미야자키현 히가시모로카타군에 설치되었던 촌이다. 현재의 구니토미정의 일부에 해당한다.